# Kotylion
Kotylion (fr. cotillon) – zbiorowa zabawa taneczna, w czasie której pary tancerzy noszą ozdobne odznaki, przypięte do piersi, zwane też kotylionami. Zazwyczaj są to wzorowane na orderowych rozetkach małe wstążeczki, bukieciki lub kokardy (bywają mylone z kokardą narodową). Pary jednakowych kotylionów są na początku zabawy rozdzielane między tancerzy i tancerki – zabawa polega na tym, aby posiadacze jednakowych kotylionów odnaleźli się na sali i tańczyli parami. Zabawą kieruje wodzirej. Losowanie jest często „ustawiane”, aby połączyć określone pary. Klasyczny kotylion to taniec wirowy, podobny do walca wiedeńskiego.